# Rosal de la Frontera
Rosal de la Frontera és un poble de la província de Huelva (Andalusia), que pertany a la comarca de Sierra de Huelva. Limita al sud amb Santa Bárbara de Casa.

## Demografia
| 1996 | 1998 | 1999 | 2000 | 2001 | 2002 | 2003 | 2004 | 2005 |
| ---- | ---- | ---- | ---- | ---- | ---- | ---- | ---- | ---- |
| 1915 | 1880 | 1869 | 1865 | 1827 | 1749 | 1792 | 1807 | 1817 |

## Història
L'origen d'aquesta població es deu a un llogaret anomenat Aldea Gallega. Aquest llogaret no va assolir establir-se de forma permanent i va acabar desapareixent a causa de les lluites amb els pobles limítrofs arran de la Guerra de Successió. Més tard es produïxen diversos assentaments, que ja donen lloc al terme actual de Rosal de la Frontera, sent relativament modern, aproximadament uns 157 anys, anomenant-se als seus inicis com a Roser de Cristina, per agraïment a la Regenta Maria Cristina.

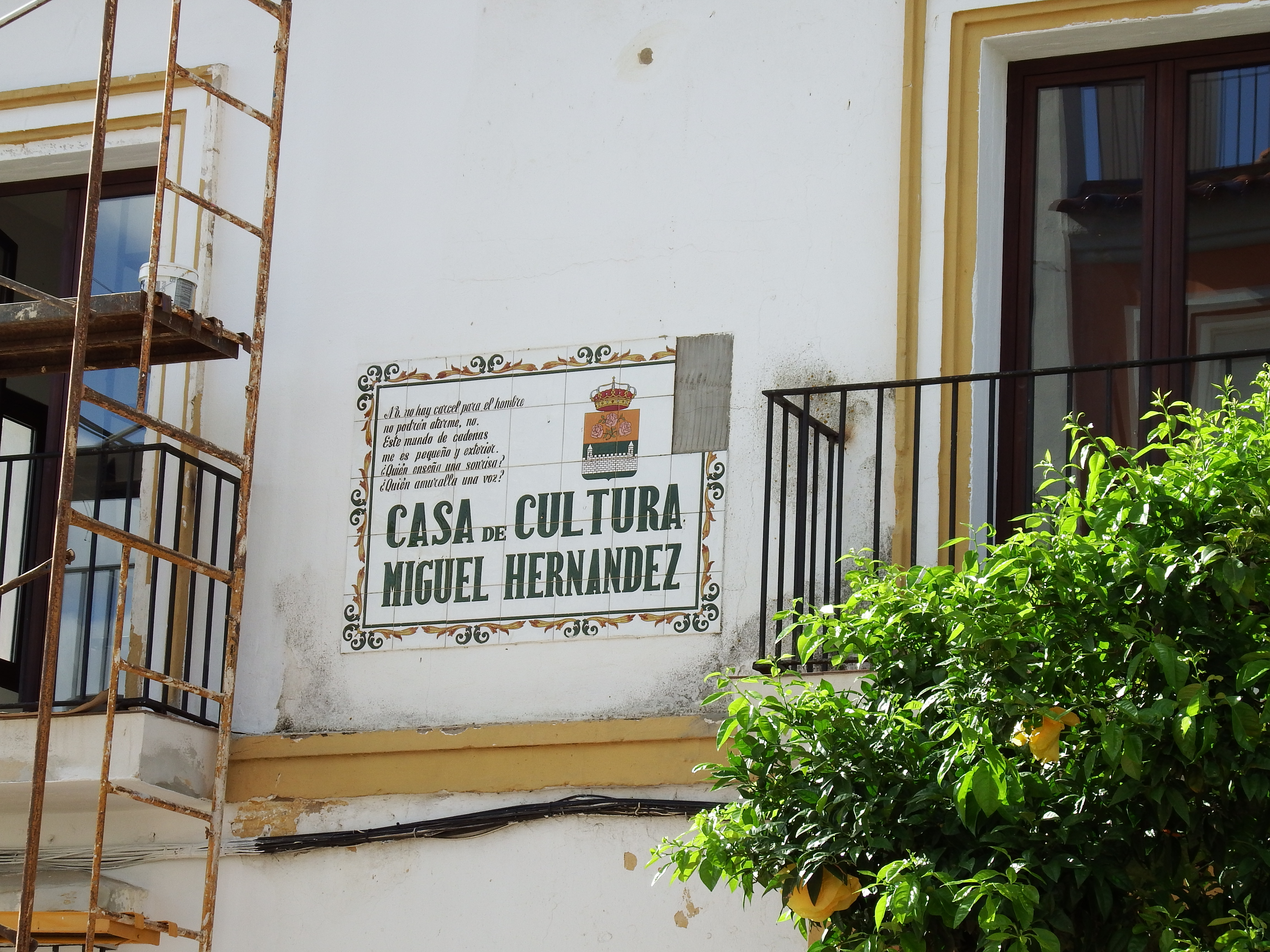
La Casa de Cultura està dedicada a Miguel Hernández

Ja el 1896 rep el nom de Rosal de la Frontera. En aquest municipi va ser empresonat Miguel Hernández, al passar la frontera el 1939. La presó en la qual va estar és ara la Casa de la Cultura "Miguel Hernández", on està recreada la cel·la on va estar el poeta. També s'ha instal·lat un centre d'interpretació de la seva vida i obra. El 1981 La seva Majestat el rei Joan Carles accepta el nomenament d'alcalde honorífic d'aquesta localitat serrana. També consta el nomenament de la infanta Cristina de Borbó i Grècia com a reina de les festes de Rosal de la Frontera.